# Resolución 2009 del Consejo de Seguridad de las Naciones Unidas
La resolución 2009 del Consejo de Seguridad de las Naciones Unidas, aprobada por unanimidad el 16 de septiembre de 2011, acordó establecer la Misión de Apoyo de las Naciones Unidas en Libia (UNSMIL). Además, en virtud de los cambios políticos derivados de la rebelión que atravesaba el país, se revisaron las medidas impuestas a Libia en resoluciones anteriores: el embargo de armas, la congelación de activos y la zona de prohibición de vuelos; medidas que fueron adaptadas a las nueva coyuntura política. El Consejo de Seguridad apoyó al Consejo Nacional de Transición para la celebración de elecciones democráticas, la redacción de una constitución y la creación de unas instituciones libres que fueran respetuosas con los derechos humanos.